# Bryan Adams (album)
Pour les articles homonymes, voir Bryan Adams (homonymie) et Adams.
Albums de Bryan Adams
You Want It You Got It
Bryan Adams est le premier album solo du chanteur rock canadien Bryan Adams, sorti en 1980.

## Chansons
| No | Titre                | Durée |
| -- | -------------------- | ----- |
| 1. | Hidin' From Love     |       |
| 2. | Win Some, Lose Some  |       |
| 3. | Wait and See         |       |
| 4. | Give Me Your Love    |       |
| 5. | Wastin' Time         |       |
| 6. | Don't Ya Say It      |       |
| 7. | Remember             |       |
| 8. | State of Mind        |       |
| 9. | Try to See It My Way |       |